# Jeremy Ray Taylor
Jeremy Raymond Taylor (Bluff City, 2003. június 2. –) amerikai színész. 
Ben Hanscom szerepében ismert az Az (2017) és az Az – Második fejezet (2019) című horrorfilmekből.

## Fiatalkora
A Tennessee állambeli Bluff Cityben született és nőtt fel, a zenekarvezető Tracy és Michael Taylor négy fia közül a legfiatalabbként. Családja felfigyelt színészi tehetségére. Nyolcéves korában leszerződtették egy tehetségmenedzserhez, és megkezdte színészi karrierjét.

## Filmográfia

### Film
| Év   | Magyar cím                         | Eredeti cím                            | Szerep               | Magyar hang     |
| ---- | ---------------------------------- | -------------------------------------- | -------------------- | --------------- |
| 2013 | A 42-es                            | 42                                     | fiú                  |                 |
| 2015 | Alvin és a mókusok – A mókás menet | Alvin and the Chipmunks: The Road Chip | kölyök               |                 |
| 2015 | A Hangya                           | Ant-Man                                | zaklató (cameo)      |                 |
| 2017 | Az                                 | It                                     | Ben Hanscom          | Nagy Gereben    |
| 2017 | Űrvihar                            | Geostorm                               | Emett (cameo)        |                 |
| 2018 | Libabőr 2. – Hullajó Halloween     | Goosebumps 2: Haunted Halloween        | Sonny Quinn          | Nagy Gereben    |
| 2019 | Az – Második fejezet               | It: Chapter Two                        | Ben Hanscom fiatalon | Kretz Boldizsár |
| 2022 | A végzős év                        | Senior Year                            | Neil Chudd           | Nagy Gereben    |
| 2025 |                                    | London Calling                         | Julian               |                 |

### Televízió
| Év   | Magyar cím        | Eredeti cím                      | Szerep       | Megjegyzések |
| ---- | ----------------- | -------------------------------- | ------------ | ------------ |
| 2011 |                   | Reed Between the Lines           | Albert       | 1 epizód     |
| 2016 | Visszaesők        | Good Behavior                    | srác         | 1 epizód     |
| 2018 |                   | James Corden's Next James Corden | önmaga       | 5 epizód     |
| 2019 |                   | Schooled                         | Reed         | 1 epizód     |
| 2019 | Félsz a sötétben? | Are You Afraid of the Dark?      | Graham Raimi | 3 epizód     |
| 2021 | Végtelen égbolt   | Big Sky                          | Bridger      | 2 epizód     |

## Fordítás
- Ez a szócikk részben vagy egészben  a   Jeremy Ray Taylor című angol Wikipédia-szócikk ezen változatának fordításán alapul.  Az eredeti cikk szerkesztőit annak laptörténete sorolja fel. Ez a jelzés csupán a megfogalmazás eredetét és a szerzői jogokat jelzi, nem szolgál a cikkben szereplő információk forrásmegjelöléseként.